# Фредериксен, Асгер
Асгер Поске Фредериксен (дат. Asger Paaske Frederiksen, род. 16 октября 2004, Коллинг, Вайле) — датский профессиональный велогонщик, триатлонист, выступающий за команду Team Give Elementer с 2024 года.

## Карьера
Асгер Поске Фредериксен начал свою спортивную карьеру с триатлона, а в 2022 переключился на шоссейный велоспорт. Он выступал на многих национальных соревнованиях, где показал хорошие результаты в обоих видах спорта. Кроме триатлона и шоссейного велоспорта Асгер Фредериксен увлекается футболом и киберспортивными велогонками. Он принимал участие в чемпионате Дании по киберспортивному велоспорту 2024 года.
Фредериксен участвовал в групповой гонке чемпионате Дании по шоссейному велоспорту 2023 года среди мужчин до 23 лет. Он выступал под номером 95 и финишировал на 37-м месте. В 2024 году на этой гонке он финишировал на 90-м месте.

## Достижения

### Триатлон и лёгкая атлетика
2014
7-й на Hammel Tri EVENT
2016
4-й на Vejleløbet
5-й на Santa Run
2017
9-й на SPORTMASTER, Юношеский полумарафон, Малый Бельт
10-й на марафоне Ханса Кристиана Андерсена
2018
3-й на Vejleløbet
7-й на марафоне Ханса Кристиана Андерсена
2019
2-й на Юношеском полумарафоне, Малый Бельт
Kolding Night And Day Trail:
2-й на ночной гонке
дневная гонка
3-й на марафоне Ханса Кристиана Андерсена
3-й на Bro Genåbningsløbet, Gl. Lillebæltsbro
2020
5-й на Baagø løbet
Kolding Night And Day Trail:
4-й на ночной гонке
2-й на дневной гонке
2021
DM TRI serien Aspiranter:
6-й на 1-м этапе
6-й на 2-м этапе
4-й в квалификации
8-й на Aalborg Triathlon
Kolding Night And Day Trail:
ночная гонка
дневная гонка
2-й на марафоне Ханса Кристиана Андерсена
8-й на Vinterturnering
4-й этап Sydvest Crossløb, Blåbjerg Plantage
2023
3-й на Den Danske Trailserie

### Велогонки
2022
9-й на 2-м этапе Middelfart и Ladies Cup
6-й на CK Aarhus
2023
5-й на Meldgaardløbet 2023 — Rødekro Cykle Club
2-й на 1-м этапе Три дня на севере, Йёрринг
Næstved BC — Demin Cup // Ladies Cup // UNO-X Cup 2023, индивидуальная гонка
3-й на критериуме FREDERIKSHØJ/WINDOWMASTER powered by MARTINSEN
2-й на Middelfart
2-й на Principia Løbet Randers, 3-й этап CAMPIONE PINSE CUP
4-й на Agro-Top løbet Skive
7-й на Din Bilpartner løbet — Demin Cup — UnoX og Dame Cup — Vejen BC/Esbjerg CR
Велосипедная неделя Раннерса:
7-й на 2-м этапе, критериум
6-й на 4-м этапе
4-й на Hadsten Gadeløb
CAMPIONE Hobro løbet, индивидуальная гонка чемпионата Jysk fynsk
4-й на Чемпионате Дании по гравийному велоспорту
2024
8-й на Agro Top løbet Skive